# تيد (معالج نصوص)
تيد (بالإنجليزية: Ted)‏ هو معالج كلمات لتحرير ملفات تنسيق النص الغني [الإنجليزية] يعمل تحت نظام النافذة إكس على أنظمة يونكس/لينكس؛ طُوِّر ليكون كمُعالِج كلمات قياسي، وليكون «سهل الاستخدام».

## التاريخ
جاء الإصدار الأوليِّ لمُحرِّر النصوص «تيد» في 9 نوفمبر 1998، وهو الإصدار رقم «2.0».